# Smith & Wesson Escort
 (octobre 2012).
Si vous disposez d'ouvrages ou d'articles de référence ou si vous connaissez des sites web de qualité traitant du thème abordé ici, merci de compléter l'article en donnant les références utiles à sa vérifiabilité et en les liant à la section « Notes et références ».

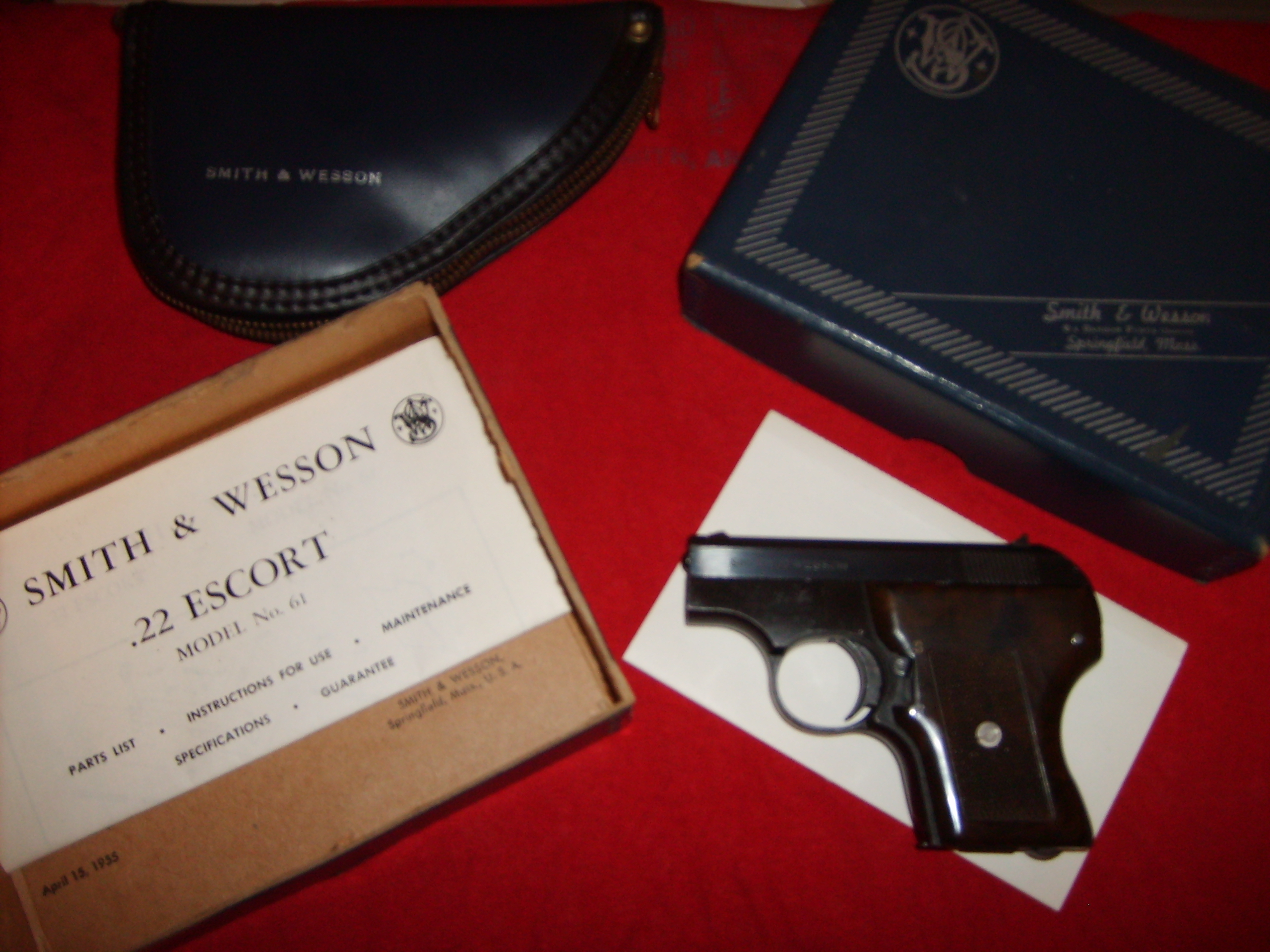
Un Smith & Wesson Escort.

Le Smith & Wesson Escort est un petit pistolet de poche produit dans les années 1960 et 1970 et principalement vendu pour la défense personnelle des femmes.

## Culture populaire
Peu connu même des amateurs d'armes, il apparaît dans les films Taxi Driver (1976) et Les Affranchis (1990) et dans un  thriller de Deon Meyer.

## Données techniques
- Origine :  États-Unis
- Dates de production : 1963 à 1974.
- Fonctionnement : simple action sans chien externe. Indicateur de chargement sur la face gauche de la carcasse
- Dimensions : 12,2 x 9,36 cm
- Masse à vide : 400 g environ
- Canon : 5,4 cm
- Capacité : 5 cartouches de .22 LR